# 賈許·海德
賈許·羅納德·海德（英語：Josh Ronald Hader，1994年4月7日—），為美國職棒大聯盟的投手，目前效力於休士頓太空人，他先前曾效力於釀酒人與教士兩隊。他在2012年美國職棒大聯盟選秀被釀酒人隊在第19輪選進。2015年，他代表美國隊參加泛美運動會的棒球項目。2016年，他入選未來之星明星賽。2017年登上大聯盟。

## 職業生涯

### 密爾瓦基釀酒人

#### 2017-2018年
2017年開季，海德待在3A。6月9日，釀酒人隊將海德升上大聯盟。他在隔天達成生涯初登板。
2018年開季，海德從牛棚出發。4月30日，海德成為第一位還沒投滿3局就送出8次三振的投手。上半季他投了44局，防禦率僅1.21，另外送出83次三振。他也順利入選2018年美國職棒大聯盟全明星賽。他在第8局登板，不過他先被秋信守和喬治·史普林格擊出安打，隨後Jean Segura擊出全壘打。最後海德在明星賽被擊出4支安打，只有抓到一個出局數。
2018年，海德拿下6勝1敗，12次救援成功，防禦率2.43，還有143次三振。在所有投滿至少20局的左投手，海德的被打擊率僅.088為大聯盟最低。

#### 2019年
因為後援投手Jeremy Jeffress和柯瑞·克涅貝爾分別因為肩膀傷勢和動TJ手術而報銷，海德因此成為球隊的終結者。3月30日，海德在面對紅雀隊時達成完美一局(一局內只投9顆球並送出3次三振)。該年釀酒人以外卡第二種子打進季後賽，海德在2019年國家聯盟外卡晉級賽的第8局登板，不過他卻搞砸了球隊的領先。他在滿壘時遭到胡安·索托擊出安打，加上菜鳥崔恩特·葛里沙姆的失誤，最後釀酒人3比4遭到國民逆轉，無緣晉級下一輪賽事。

## 投球風格
他主要有3種球路：四縫線快速球(98英里)、滑球(82英里)和變速球(86英里)，其中變速球他鮮少使用。海德是一位善於藏球的投手，打者在打擊區往往看不清他的球路。這也讓海德的球容易被擊成不營養的飛球。

## 事件及爭議
- 在2018年的明星賽期間，海德被爆料出他在2011年至2012年間在推特發布一些關於種族歧視、同性戀歧視與性別歧視等等的貼文。[11][12]他的家人和朋友在現場看明星賽時也被要求穿著沒有海德名字的空白球衣。[13][14]隨後海德公開道歉，並刪除他的推特帳號。[15][16]

## 外部連結
- 球員資訊和成績在MLB ，ESPN ，Retrosheet ，Baseball Reference ，Baseball Reference (Minors) ，Fangraphs ，The Baseball Cube （英文）
- 賈許·海德的X（前Twitter）
- 賈許·海德的Instagram帳戶